# Avraham Stavsky
Avraham Stavsky (hebrejsky: אברהם סטבסקי, žil 5. ledna 1906 – 22. června 1948) byl člen revizionisticko-sionistických hnutí Bejtar, Irgun a Brit ha-birjonim a jeden z podezřelých z vraždy sionistického představitele Chajima Arlozorova. Zemřel při incidentu na lodi Altalena.

## Biografie
Narodil se v Brestu v carském Rusku (dnešní Bělorusko). Narukoval do polské armády a v té době vstoupil do mládežnického hnutí Bejtar. V roce 1933 podnikl aliju do britské mandátní Palestiny.

### Podezřelý zvraždy a smrt
Dne 18. června 1933 Stavského zatkla britská mandátní policie pro podezření z vraždy Chajima Arlozorova. Ten byl zavražděn dvěma neidentifikovanými muži, když se společně s manželkou Simou procházel v pozdních večerních hodinách po pláži v Tel Avivu. Ani přes rychlý transport do nemocnice se ho pro masivní ztrátu krve nepodařilo zachránit. Jeho zabití výrazně eskalovalo politickou rivalitu mezi socialisty a revizionisty, která přerostla v nenávistnou kampaň.
Stavsky byl jedním ze tří obviněných, kteří byli všichni členy revizionistické skupiny Brit ha-birjonim. Dalšími byl vůdce skupiny Abba Achime'ir za zosnování vraždy a řadový člen Ze'evi Rosenblatt, který měl se Stavským vraždu provést (Stavského i Rosenblatta identifikovala Arlozorovova vdova). Všichni tři obvinění vehementně odmítali.
V soudním procesu, který se konal v červenci 1934, nakonec okresní soud Achime'ira i Rosenblatta zprostil obvinění, avšak Stavského odsoudil k trestu smrti. Stavsky se však odvolal a ještě téhož roku jej pro nedostatek důkazů (jediným důkazem byla identifikace Arlozorovou vdovou) osvobodil nejvyšší Britský odvolací soud v Palestině. Obhajoba se snažila dokázat, že je proces zmanipulovaný; „obvinila policii z manipulace se svědectvím vdovy a dalšími důkazy z politických důvodů, a argumentovala tím, že vražda souvisela se zamýšleným sexuálním napadením paní Arlozorovové dvěma mladými Araby.“ Stavsky později stoupal v hierarchii Irgunu a byl zodpovědný za zajištění zbraní, které Irgunu v červnu 1948 přivezla na telavivské pobřeží loď Altalena. Premiér David Ben Gurion požadoval, aby Irgun předal část zbraní oficiální izraelské armádě, jejíž byl již tři týdny součástí. Ten však takový krok odmítl učinit, a proto Ben Gurion, aby nebyla ohrožena autorita vlády a armády, rozkázal loď potopit. Příslušníci Irgunu na palubě začali střílet na vojáky na pláži, kteří palbu opětovali; loď začala hořet, potopila se a celkem zahynulo 40 Irgunistů, včetně Stavského.